# Kivungwe
Kivungwe är ett vattendrag i Burundi.   Det ligger i provinsen Bujumbura Rural, i den västra delen av landet, 21 kilometer söder om huvudstaden Bujumbura.
Omgivningarna runt Kivungwe är en mosaik av jordbruksmark och naturlig växtlighet. Runt Kivungwe är det tätbefolkat, med 276 invånare per kvadratkilometer.